# Gränna-Visingsö pastorat
Gränna-Visingsö pastorat är ett pastorat i Södra Vätterbygdens kontrakt i Växjö stift i Jönköpings kommun i Jönköpings län.
Pastoratet bildades 1962 och består av följande församlingar::
- Gränna församling
- Visingsö församling

Pastoratskod är 060613.